# Уранов, Геннадий Васильевич
Генна́дий Васи́льевич Ура́нов (22 сентября 1934, Москва — 1 марта 2014, там же) — советский и российский дипломат. Чрезвычайный и полномочный посол.

## Биография
В 1958 году окончил МГИМО МИД СССР с отличием. На дипломатической службе с 1959 года.
В 1959—1961 годах — сотрудник Посольства СССР в Бельгии.
В 1961—1967 годах — работал в центральном аппарате МИД СССР.
В 1967—1972 годах. — советник Посольства СССР в Италии.
В 1972—1975 годах — работал в центральном аппарате МИД СССР.
В 1975—1978 годах — советник-посланник Посольства СССР в Италии.
С 14 ноября 1978 по 18 июля 1982 года — чрезвычайный и полномочный посол СССР в Габонской Республике.
В 1982—1986 годах — заместитель председателя — ответственный секретарь Комиссии СССР по делам ЮНЕСКО, член Исполнительного Совета ЮНЕСКО.
С 11 ноября 1986 по 18 марта 1991 года — чрезвычайный и полномочный посол СССР в Ирландии.
С 22 апреля 1992 года — посол по особым поручениям МИД России, руководитель делегации Российской Федерации на переговорах с Республикой Казахстан.
С 19 сентября 1996 по 11 января 2001 года — представитель Российской Федерации при Ватикане и при Мальтийском ордене по совместительству.
С 2001 года на пенсии.
В последние годы — профессор Кафедры истории и политики стран Европы и Америки МГИМО МИД России.
Кандидат исторических наук.

## Общественная деятельность
Продолжительное время занимал пост вице-президента Общества «СССР — Италия», «Россия — Италия», затем — президент этого общества.
Член Союза журналистов России.

## Награды
- Орден Дружбы народов
- Орден «Знак Почёта»
- Заслуженный работник дипломатической службы Российской Федерации (2000)

## Труды
Опубликовал ряд монографий и более 100 научных статей в журналах СССР и России и за рубежом по проблемам безопасности и сотрудничества, отношениям СССР и России с Италией, Ирландией, по проблемам ЮНЕСКО.
- «Ватиканский фактор в системе современных международных отношений» (сб. статей кафедры ИПСЕА, 2006)
- «Италия в системе современных международных отношений», «Внешнеполитические приоритеты Италии в постбиполярном мире» (2007)
- «Италия и современные процессы глобализации», «О политсистеме и политической культуре современной Италии» (2007)